# جسیکا واتکینز
جسیکا آندریا واتکینز (زاده ۱۴ مه ۱۹۸۸) فضانورد ناسا، زمین‌شناس، زیر آب پیما و بازیکن سابق راگبی بین‌المللی است. واتکینز اولین زن سیاه‌پوستی است که در آوریل ۲۰۲۲ یک مأموریت طولانی مدت در ایستگاه فضایی بین‌المللی را با موفقیت پشت سر گذاشت. در ۹ ژوئن ۲۰۲۲، در ساعت 7:38 UTC، او با پشت سر گذاشتن رکورد ۴۲ روز و ۲۳ ساعت و ۴۶ دقیقه رکورد استفانی ویلسون، بیشترین زمان راهپیمایی در فضا توسط یک آفریقایی آمریکایی را بهبود بخشید. وی دارای مدرک پسا دکتری در زمین‌شناسی از مؤسسه فناوری کالیفرنیا است

## سنین جوانی و تحصیل
جسیکا «واتی» واتکینز در ۱۴ مه ۱۹۸۸ درگیترزبرگ، مریلند، به دنیا آمد. خانواده او به لافایت، کلرادو نقل مکان کردند، جایی که او از دبیرستان فیرویو فارغ‌التحصیل شد. او مدرک لیسانس خود را در علوم زمین‌شناسی و محیط زیست در دانشگاه استنفورد گرفت. در آنجا او عضو تیم راگبی بود.
پس از فارغ‌التحصیلی از استنفورد، واتکینز در رشته زمین‌شناسی در دانشگاه کالیفرنیا، لس آنجلس مدرک دکترا گرفت. تحقیقات فارغ‌التحصیلی او، تحت نظارت پروفسور آن یین، بر مکانیسم‌های استقرار لغزش زمین در مریخ و زمین، از جمله تأثیر فعالیت آب متمرکز بود. واتکینز قبل از انتخاب به عنوان کاندیدای فضانورد، دانشجوی فوق دکترا در موسسه فناوری کالیفرنیا بود، جایی که او همچنین دستیار مربی تیم بسکتبال زنان بود.

## حرفه راگبی
واتکینز بازی راگبی را در سال اول تحصیلی خود در استنفورد آغاز کرد و به مدت چهار سال در تیم دانشگاه ماند. در سال ۲۰۰۸، در سال دوم، او عضو تیم قهرمان ملی دسته یک بود. در هر دو سال ۲۰۰۸ و ۲۰۱۰، واتکینز به عضویت اولین تیم دانشگاهی راگبی آمریکا درآمد. او بازیکن سابق تیم ملی راگبی هفت نفره زنان آمریکا است و در جام جهانی راگبی هفت نفره سال ۲۰۰۹ شرکت کرد و در طول جام جهانی او بهترین گلزن تیم ایالات متحده بود.

## حرفه ناسا

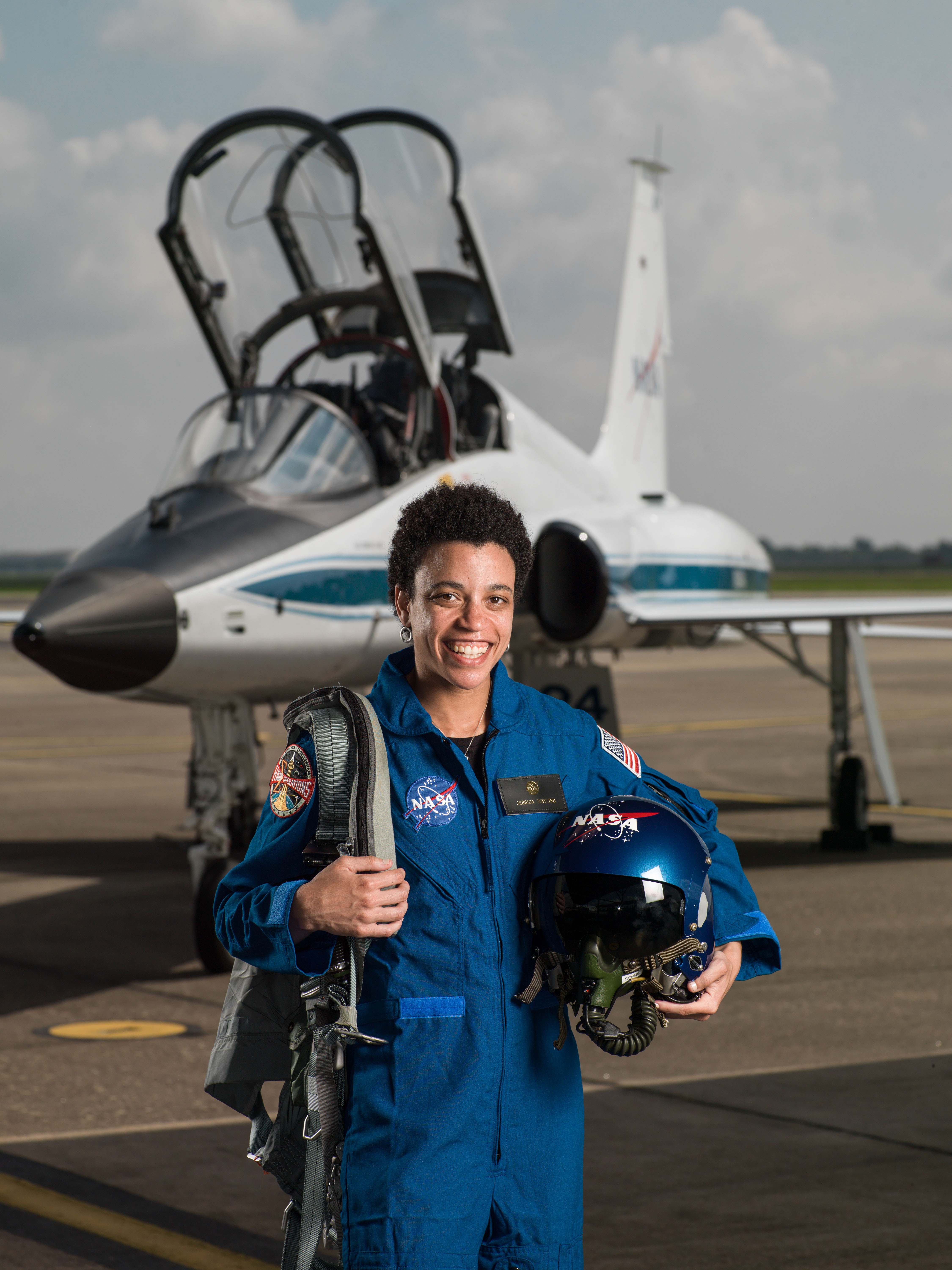
واتکینز به عنوان کاندیدای فضانورد ناسا در ژوئن ۲۰۱۷

واتکینز در مقطع کارشناسی در مرکز تحقیقات ایمز برای پشتیبانی کاوشگر فینیکس و نمونه اولیه آزمایش مته مریخ کار کرد. در سال ۲۰۰۹، او زمین‌شناس ارشد خدمه فضایی ۸۶ ناسا در ایستگاه تحقیقاتی صحرای مریخ بود. به عنوان دانشجوی کارشناسی ارشد، او در آزمایشگاه پیش‌رانش جتدر پروژه کاوشگر نقشه‌بردار فروسرخ میدان وسیع برای بررسی سیارک‌های نزدیک به زمین کار کرد. واتکینز همچنین روی برنامه‌ریزی برای مریخ نورد کنجکاوی کار کرد. در سال ۲۰۱۱، واتکینز به عنوان یکی از اعضای تیم عملیات علمی برای یک مأموریت آنالوگ خدمت کرد.
او به‌عنوان برنامه‌ریز مریخ‌نورد ۲۰۲۰ و مأموریت بازآوری نمونه مریخ، و عضو تیم علمی مأموریت آنالوگ مطالعات فناوری و تحقیقات صحرا بود. او به‌عنوان دانشجوی فوق‌دکتری و به‌عنوان همکار در تیم آزمایشگاه علمی مریخ، در برنامه‌ریزی روزانه فعالیت‌های مریخ‌نورد شرکت کرد و از داده‌های تصویری آن همراه با داده‌های مداری برای بررسی چینه‌شناسی، زمین‌شناسی مریخ و ژئومورفولوژی مریخ استفاده کرد.
در ژوئن ۲۰۱۷، واتکینز به عنوان عضوی از گروه ۲۲ فضانوردان ناسا انتخاب شد و آموزش دو ساله خود را در ماه اوت آغاز کرد. در دسامبر ۲۰۲۰، او به عنوان بخشی از تیم برنامه فضایی آرتمیس برای بازگرداندن انسان‌ها به ماه انتخاب شد. سال ۲۰۲۵ تاریخ هدف برای مأموریت فرود خدمه ماه است. در نوامبر ۲۰۲۱، او چهارمین فضانورد گروه ۲۲ و اولین زن سیاهپوست شد که پس از انتخاب به عنوان عضو نهایی SpaceX Crew-4، برای مأموریتی طولانی مدت به ایستگاه فضایی بین‌المللی (ISS) انتخاب شد.
این اولین بار است که واتکینز وارد فضا می‌شود. او به عنوان متخصص مأموریت برای این مأموریت شش‌ماهه خدمت می‌کند. نقش او شامل مشاهده و عکسبرداری از تغییرات زمین‌شناسی روی زمین، و همچنین تحقیقات دیگر در زمین و علوم فضایی، علوم زیستی، و اثرات پروازهای فضایی طولانی مدت بر انسان است.

### عملیات مأموریت محیطی شدید ناسا
واتکینز از ۱۰ تا ۲۲ ژوئن ۲۰۱۹ در مأموریت NEEMO 23 عملیات مأموریت محیطی شدید ناسا شرکت کرد این مأموریت فن آوری‌ها و اهداف را برای ماموریت‌های اعماق فضایی و اکتشافات ماه در بستر دریا آزمایش کرد. مأموریت محیطی شدید ناسا اولین در نوع خود بود که واتکینز به رهبری فضانورد ایتالیایی سامانتا کریستوفورتی و یک تیم تحقیقاتی تماماً زن در آن حضور داشت.

## زندگی شخصی
پدر و مادر واتکینز در لافایت، کلرادو زندگی می‌کنند. سرگرمی‌های او شامل فوتبال، صخره‌نوردی، اسکی و نوشتن خلاقانه است.

## جوایز و افتخارات
واتکینز جوایز متعددی را برای موفقیت‌های شغلی، تحصیلی و ورزشی خود دریافت کرده‌است، از جمله:
روز جسیکا واتکینز، ۱۹ آوریل ۲۰۲۲، شهر لافایت، کلرادو
جایزه فارغ التحصیلان شغلی اولیه تا میانی Stanford Earth، 2018
فلوشیپ فوق دکتری کرسی بخش زمین‌شناسی و علوم سیاره ای بخش مؤسسه فناوری کالیفرنیا، 2015
کمک هزینه تحصیلی فوق دکتری، اتحاد کالیفرنیا برای تحصیلات تکمیلی و استادی (AGEP)، ۲۰۱۵
جایزه دستاورد گروه ناسا، تیم علمی و عملیات مأموریت نخست آزمایشگاه علوم مریخ، ۲۰۱۵
بورسیه تحصیلی هارولد و مایلا سالولد برای پیشرفت دانشگاهی و تحقیقات اصلی برجسته، دپارتمان علوم زمین و فضایی، دانشگاه کالیفرنیا، لس آنجلس ۲۰۱۲
کمک هزینه تحصیلی پژوهشی در علوم زمین، بنیاد ملی علوم، ۲۰۱۲
جایزه کمک هزینه تحقیقات اقلیت تنوع در علوم زمین، انجمن زمین‌شناسی آمریکا، 2011
جایزه رئیس دانشگاه، دانشگاه کالیفرنیا، لس آنجلس، ۲۰۱۰
بورسیه کنسرسیوم کمک هزینه فضایی کالیفرنیا، ۲۰۱۰
قهرمان ملی راگبی کالج بخش I، راگبی زنان استانفورد، ۲۰۰۸
راگبی دانشگاهی ایالات متحده آمریکا، ۲۰۰۸–۲۰۱۰
نیمه نهایی جام جهانی راگبی هفت نفره زنان، ایگلز ایالات متحده آمریکا، ۲۰۰۹